# Peter L. Berger
Peter Ludwig Berger (Bécs, Ausztria, 1929. március 17. – Brookline, Massachusetts, 2017. június 27.) osztrák születésű amerikai szociológus, lutheránus teológus. Közismert műve A valóság társadalmi felépítése, amelyet Thomas Luckmann-nal írt (The Social Construction of Reality: A Treatise in the Sociology of Knowledge (New York, 1966).

## Életpályája
A második világháború után nem sokkal emigrált az USA-ba. 1949-ben végzett a Wagner Bölcsészettudományi Egyetemen "Bachelor of Arts" fokozattal (ez megegyezik a bolognai osztályozás BA fokozatával). Tanulmányait a New School for Social Research-ben folytatta, (a Szociológia Új Iskolája) New Yorkban. Magiszteri fokozatot szerzett 1950-ben, doktorit 1952-ben.
1955-ben és 1956-ban a nyugat-németországi Bad Boll-i Evangélikus Akadémián dolgozott. 1956-tól 1958-ig Berger adjunktus volt az Észak-Karolina Egyetemen; 1958-tól 1963-ig egyetemi docens a Hartford teológiai főiskolán.
A következő állomások karrierjében: professzor a New School of Social Research-ben, a Rutgers Egyetemen, végül nyugdíjba vonulásáig a Bostoni Egyetemen. 1981-től a szociológia és teológia professzora a Bostoni egyetemen és 1985-től az Institute for the Study of Economic Culture igazgatója is, ami néhány éve Institute on Culture, Religion and World Affairs néven működik.

## Művei
Legismertebbek:
- Invitation to Sociology: A Humanistic Perspective (1963)
- The Social Construction of Reality: A Treatise in the Sociology of Knowledge (1966) Thomas Luckmann-nal, ISBN 0-385-05898-5.
- The Sacred Canopy: Elements of a Sociological Theory of Religion (1967). Anchor Books 1990 paperback: ISBN 0-385-07305-4.
- A Rumor of Angels: Modern Society and the Rediscovery of the Supernatural (1970). Anchor Books (in print): ISBN 0-385-06630-9.
- Heretical Imperative: Contemporary Possibilities of Religious Affirmation (1980) Doubledays ISBN 0-385-15967-6

### Magyarul
- A kapitalista forradalom; ford. Jászay Gabriella; Gondolat, Bp., 1992 (Politikai gondolkodók) ISBN 963-282-642-6
- Peter L. Berger–Thomas Luckmann: A valóság társadalmi felépítése. Tudásszociológiai értekezés; ford. Tomka Miklós; Jószöveg Műhely, Bp., 1998 (Jószöveg hiánypótló) ISBN 963-9134-10-4